# Hrvatska pošta
HP-Hrvatska pošta d.d. – operator pocztowy oferujący usługi pocztowe w Chorwacji.
Przedsiębiorstwo w obecnej postaci zostało założone w 1999 roku, a jego siedziba mieści się w Zagrzebiu.